# دروغ

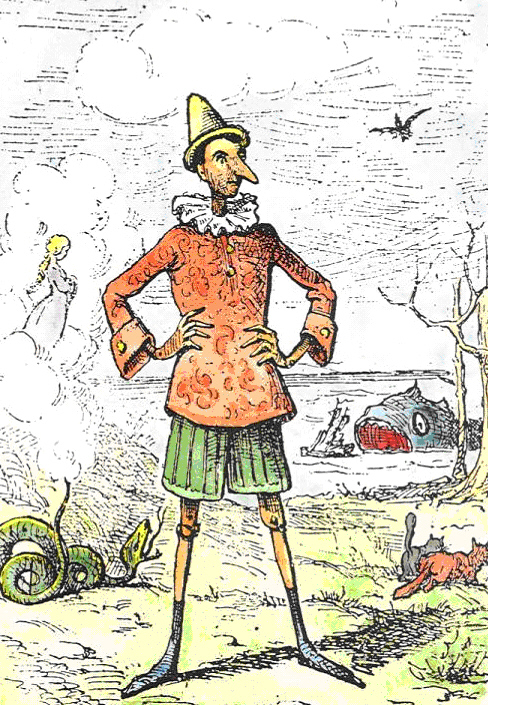
پینوکیو یک سمبل بدون صداقت بودن

دروغ ادعای باطلی است که گوینده، عمداً آن را به‌عنوان حقیقت بیان می‌کند. دروغ‌گویی معمولاً به منظور کلاه‌برداری یا فریب یا جلوگیری از وضعیتی که برای دروغگو نامطلوب است، رخ می‌دهد. دروغ می‌تواند باعث بی‌اعتمادی شود.
انواع دروغ
دروغ بازی: با این دروغ می‌خواهند حوادث تخیلی یا بازی را به دیگران بفهمانند.
دروغ مبهم: از ناتوانی فرد در گزارش دقیق جزئیات یا مغالطه کردن ناشی می‌شود.
دروغ پوچ: برای جلب توجه دیگران دروغ بی‌اهمیتی را می‌گویند.
دروغ انتقام‌جویانه: این دروغ، از نفرت فرد دروغ‌گو به شخص یا شی‌ای دیگر ناشی می‌شود و قصد تخریب آن را دارد.
دروغ واکنشی: در نتیجه ترس از مقررات شدید یا تنبیه ناشی می‌شود.
دروغ خودخواهانه: دروغ حساب شده‌ای است که فرد برای گول‌زدن دیگران و به دست آوردن آنچه می‌خواهد، می‌گوید.
دروغ مصلحتی یا وفادارانه: به خاطر حفظ روابط یا مراقبت از فرد دیگری از روی محبت و علاقه گفته می‌شود.
دروغ عادتی: دروغی که به سبک زندگی فرد تبدیل شده و فرد از روی عادت یا الگوبرداری از شخص دیگری می‌گوید.
دروغ پاتولوژیک یا "متومانیا": در این حالت بخصوص، فرد به دلیل نوعی اختلال روانشناختی، بدون برنامه‌ریزی یا دلیل خاصی به صورت خودجوش و ناآگاهانه دروغ می‌گوید.

## دروغ در ایران
واعظان کاین جلوه در محراب و منبر می‌کنند چون به خلوت می‌روند آن کار دیگر می‌کنند 
- از نخستین سنگ نوشته‌های موجود، زشتیِ دروغ برای مردم گوشزد شده و همچنین در آثار مکتوب کهن فارسی از اهورامزدا خواسته می‌شود که «ما را از دروج (دروغ) دور بدار». بنابراین اخلاق ایرانی از آغاز با این پدیده در مبارزه بوده است چندان که آن را به «دیو دروغ» تشبیه کرده‌اند. برای مثال در کلیله و دمنه، همچنین در قابوس‌نامه، کیمیای سعادت و اخلاق ناصری بر این موضوع بسیار تأکید شده است.

## دروغ در اسلام
دروغ از گناهان کبیره در اسلام محسوب می‌گردد. در روایتی از معصوم گناهان بزرگی چون دزدی و زنا ذکر شده که ممکن است مؤمن در حالتی دچار آن گردد (و توبه کند)، اما دروغ‌گویی با مسلمانی قابل جمع نیست.
علی بن ابی‌طالب می‌گوید: «هیچ عاقلی دروغ نمی‌گوید.»؛ چراکه دروغگویی، صفتی است که هیچ‌گاه با عقل قابل جمع نیست؛ یعنی انسان عاقلی نیست کسی که دروغ می‌گوید.